# Деян Станкович
Деян Станкович (на сръбски: Дејан Станковић; на сърбохърватски: Dejan Stanković, роден на 11 септември 1978 в Белград, Югославия) е бивш сръбски футболист национал на своята страна. Най-известен с екипа на италианския гранд Интер и е капитан на националния отбор на Сърбия. Израснал е в Земун, предградие на Белград в семейството на Борислав и Драгица Станкович. И двамата му родители имат футболно минало.

## Клубна кариера

### Цървена Звезда
От малък Деян Станкович започва да тренира с Цървена Звезда и е играл във всичките възрастови групи на клуба. През сезон 1994 – 1995 получава възможност да играе в първия състав и през този сезон доста често попада в титулярния състав и дори вкарва първия си гол за мъжкия тим в мач срещу Будучност Подгорица. С течение на времето се превръща и в любимец на феновете.
По времето, когато Деян Станкович играеше за „звезашите“ отбора не можеше да участва в никакви турнири заради ембаргото на ООН в бивша Югославия. Забраната най-накрая отпадна през сезон 1996 – 1997 и Деян Станкович поднови играта си с Цървена Звезда и е важна част от отбора при двете победи над Кайзерслаутерн в КНК през 1996 г. През сезон 1997 – 1998, последният му в Цървена Звезда, става капитан на отбора и това го прави най-младия играч в история на „звездашите“ бил капитан на тима.

### Лацио
През лятото на 1998 г. преминава в Лацио за сумата от 7.5 млн. лири. Още в дебютния си мач срещу Пиаченца през септември 1998 г. вкарва гол. В тези години Лацио е пълен със звезди на всеки пост и Деян Станкович трудно намира титулярно място в халфовата линия при тогавшното наличие на играчи като Павел Недвед, Хуан Себастиан Верон, Иван Де ла Пеня, Роберто Манчини и други. При римските орли прекарва 5 сезона и половина записвайки 150 мача и 25 гола. С Лацио веднъж става шампион на Италия, два пъти носител на Суперкупата на Италия, носител на КНК и Суперкупата на Европа. След тези успешни години за неговата кариера през януари 2004 г. преминава в Интер.

### Интер
Заради финансовата криза в Лацио, римските орли бяха длъжни да продадат рано или късно Деян Станкович, като към полузащитника имаше интерес от страна на Ювентус, но в крайна сметка Деян Станкович премина в Интер, най-вероятната причина Станкович да отиде там е за да се събере отново с бившия си съотборник и треньор Роберто Манчини. В началото на февруари Станкович дебютира с фланеклата на Интер в мач срещу Сиена.
На 7 май, 2006 г. записва своя мач Номер 100 с Интер в мач отново срещу Сиена.
Станкович беше в добра форма през сезон 2006 – 2007, вкарвайки и няколко решаващи голове, един от които на градския съперник Милан. С Интер стана два пъти шампион в две поред години.